# Pokupsko Vratečko
Pokupsko Vratečko falu Horvátországban, Sziszek-Monoszló megyében. Közigazgatásilag Lekenikhez tartozik.

## Fekvése
Sziszek városától légvonalban 21, közúton 26 km-re nyugatra, községközpontjától légvonalban 15, közúton 23 km-re délnyugatra, a 36-os számú főút mentén, a Kulpa bal partján fekszik.

## Története
Területe a 13. századtól a topuszkai cisztercita apátsághoz tartozott, melynek tulajdonán belül ez volt az egyik legnagyobb területű birtok. Ebben az időszakban „praedium Wratza” néven szerepel először írásos forrásban. A 15. század végén Corvin János horvát-szlavón bán az Alapić családnak adta. Az 1576 után egyre gyakoribb török pusztítások miatt 16. század végére alig maradt jobbágy a településen. Egy 1583-as összeírásban mindössze 30 jobbágyot számláltak a környéken és azok is a magasabban fekvő szőlőhegyeken laktak. A térség csak a 17. században népesült be újra. A török veszély csökkenésével az apátság egykori területeit a zágrábi püspökség kapta meg, amely a lakosság számában elszenvedett veszteséget Boszniából áttelepített horvátokkal próbálta pótolni.
A településnek 1857-ben 145, 1910-ben 157 lakosa volt. A 20. század első éveiben a kilátástalan gazdasági helyzet miatt sokan vándoroltak ki a tengerentúlra. 1918-ban az új szerb-horvát-szlovén állam, majd később Jugoszlávia része lett. A második világháború idején a Független Horvát Állam része volt. A háború után a béke időszaka köszöntött a településre. Enyhült a szegénység és sok ember talált munkát a közeli városokban. A falu 1991. június 25-én a független Horvátország része lett. 2011-ben 23 lakosa volt.

## Népesség
| Lakosság változása | Lakosság változása | Lakosság változása | Lakosság változása | Lakosság változása | Lakosság változása | Lakosság változása | Lakosság változása | Lakosság változása | Lakosság változása | Lakosság változása | Lakosság változása | Lakosság változása | Lakosság változása | Lakosság változása | Lakosság változása |
| ------------------ | ------------------ | ------------------ | ------------------ | ------------------ | ------------------ | ------------------ | ------------------ | ------------------ | ------------------ | ------------------ | ------------------ | ------------------ | ------------------ | ------------------ | ------------------ |
| 1857               | 1869               | 1880               | 1890               | 1900               | 1910               | 1921               | 1931               | 1948               | 1953               | 1961               | 1971               | 1981               | 1991               | 2001               | 2011               |
| 145                | 171                | 155                | 196                | 194                | 157                | 143                | 146                | 132                | 115                | 99                 | 69                 | 52                 | 43                 | 44                 | 23                 |

## Nevezetességei
- A 14. szám alatti emeletes fa lakóépület a 18./19. században épült.
- Az 5. szám alatti emeletes fa lakóépületet a 19. században építették.
- A 20. század elején épített kenyérsütő kemence a falu központjában.